# Pan-Amerikanische Junioren-Beachhandballmeisterschaften 2017
Die Pan-Amerikanische Junioren-Beachhandballmeisterschaften 2017 (spanisch Campeonato Panamericano Juvenil de Balonmano Playa 2017 beziehungsweise portugiesisch Pan Americanos Juventude de Beach Handball 2017) waren die erste Austragung der kontinentalen Nachwuchsmeisterschaft der Amerikas im Beachhandball. Sie wurde vom 21. bis 25. Februar des Jahres in der Altersklasse U 17 von der Pan-American Team Handball Federation (PATHF) veranstaltet und fand in Asunción, Paraguay, statt.
Nach den ersten Juniorenmeisterschaften Panamerikas im Vorjahr fand 2017 dieser Wettbewerb zum zweiten und letzten Mal vor der Aufspaltung des Kontinentalverbandes PATHF auf Betreiben der Internationalen Handballföderation (IHF) im April 2019 in die beiden Nachfolgeorganisationen Handballkonföderation Nordamerikas und der Karibik (NACHC beziehungsweise NORCA) und Süd- und mittelamerikanische Handballkonföderation (SCAHC beziehungsweise COSCABAL) statt. Nachfolgeveranstaltungen sind somit die erstmals 2022 ausgetragenen Süd- und Mittelamerikanischen Junioren-Beachhandballmeisterschaften sowie das bislang noch nicht durchgeführten Nor.Ca. Beach Handball Youth Championship.
Mit acht männlichen und sechs weiblichen Mannschaften gab es eine vergleichsweise große Zahl an Teilnehmern, anders als im Vorjahr auch mit der sportlichen Großmacht der Region im Beachhandball, Brasilien. Die pro Geschlecht drei besten Mannschaften qualifizierten sich für die ersten Juniorenweltmeisterschaften 2017 auf Mauritius, die wiederum ihrerseits als Qualifikation für die Olympischen Sommerspiele 2018 dienten, bei denen Beachhandball das erste Mal Olympisch war.
Während beim männlichen Nachwuchs wie im Allgemeinen Brasilien den Sieg davon trug, begann Argentinien bei den Mädchen seine Entwicklung zur Spitzenmannschaft des Kontinents vor Brasilien fort zu setzen und sich erstmals vor diese Mannschaft zu setzen. Brasilien und Argentinien standen sich in beiden Finalen gegenüber, in beiden kleinen Finalen standen Paraguay und Venezuela. Puerto Rico gab hier sein internationales Debüt bei einem internationalen Nationalmannschaftsturnier.
| Frauen Details | Asunción, Paraguay | Argentinien | 2:0 | Brasilien   | Paraguay  | 2:1 | Venezuela |
| Männer Details | Asunción, Paraguay | Brasilien   | 2:1 | Argentinien | Venezuela | 2:1 | Paraguay  |

## Platzierungen der Mannschaften
| Nation         | Mädchen | Jungen |
| -------------- | ------- | ------ |
| Argentinien    | 01      | 02     |
| Brasilien      | 02      | 01     |
| Ecuador        | 0–      | 08     |
| Kolumbien      | 06      | 06     |
| Paraguay       | 03      | 04     |
| Puerto Rico    | 0–      | 07     |
| Uruguay        | 05      | 05     |
| Venezuela      | 04      | 03     |
| Teilnehmerzahl | 6       | 8      |

| Legende | Legende | Legende | Legende                                             |
| ------- | ------- | ------- | --------------------------------------------------- |
| 1       | 2       | 3       | Podest-Platzierungen                                |
| 4       | 4       | 4       | Halbfinalist                                        |
| 5 bis 8 | 5 bis 8 | 5 bis 8 | Viertelfinalisten                                   |
| T       | T       | T       | teilgenommen, aber keine Platzierungsspiele         |
| X       | X       | X       | Mannschaft zunächst gemeldet, aber nicht angetreten |